# Шарковщина
Шарковщина (бел. Ша́ркаўшчына, Шаркóўшчына) — городской посёлок в Витебской области Беларуси. Административный центр Шарковщинского района. Расположен на реке Дисна, в 197 км от Витебска. Железнодорожная станция на линии Воропаево—Друя, автомобильными дорогами связан с Глубоким, Браславом, Миорами, Дисной, Козянами.
Численность населения — 5 945 человек (на 1 января 2025 года).

## Этимология
Название Шарковщина патронимическое, образовано от фамилии, производной от белорусской формы слова «серый» — «шэры», «шарко» либо производной от слова «шаркать».
В местном предании рассказывается о жителе по прозвищу Шарачок, откопавшем на своем поле родник, который стал местом, куда люди начали ходить за водой («хадзіць па ваду да Шарачка»), а со временем и основой поселения. Это предание в определенной мере перекликается с лингвистическим прочтением топонима Шарковщина как «родник»: от финно-угорского «шаррьй» — «пригорок» и «каййв» — «родник, колодец» + топоформант «-щина». То есть буквально: «местность вокруг родника на пригорке».
По предположению А. Адамковича, название Шарковщина образовано от литовского антропонима Šárka в сочетании с белорусским суффиксом -шчына. Есть и другие гипотезы о происхождении названия. Например, от фамилии Шарко, которая соотносится со словами шаргун (тот, кто ходит, шаркая ногами) или шэры (серый), шарак (серяк). От фамилии Шарков. Либо от эстонского särg, финского särki «плотва». Кроме того, название Шарковщина встречается в Украине.

## Геральдика
Герб и флаг учреждены Указом Президента Республики Беларусь от 20 января 2006 года № 36 и зарегистрированы в Государственном геральдическом регистре Республики Беларусь 6 февраля 2006 года № Б-66 и Б-67. Одобрены решением Шарковщинского районного Совета депутатов от 27 июня 2003 года № 12.

## История

### ВКЛ и Речь Посполитая
Впервые упоминается в 1503 году как имение Зеновичей, позже принадлежала Сапегам, Домбровским, Лопатинским. Согласно административно-территориальной реформой 1565—1566 годов поселение вошло в состав Ошмянского повета Виленского воеводства. В 1604 году Зеновичи продали Шарковщину великому канцлеру Льву Сапеге, позже она находилась во владении Домбровских. В 1743 году имение приобрел воевода брестский Николай Тадеуш Лопатинский. Лопатинские немало сделали для развития Шарковщины: они соорудили здесь каменный дворец, часовню, оранжерею, теплицу. Была построена церковь. Рядом с имением возникли местечки Новая Шарковщина (с 1767 года) и Старая Шарковщина, которые в начале 20-го века слились с имением.
В 1767 году польский король и великий князь литовский Станислав Август Понятовский придал местечку Новой Шарковщине Магдебургское право

### Российская империя
После второго раздела Речи Посполитой (1793 год) в составе России, местечко Дисненского уезда (с 1795 года в Минской, с 1842 года — Виленской губернии).
В 1802 году в имении Шарковщине провели парцеляция, в результате чего его разделили на несколько небольших дворов и усадеб. В 1863 году в местечке Шарковщине открылось народное училище. На 1866 год в Новой Шарковщине около 500 жителей, действовал молитвенный дом, работали 6 лавок, трактир; в Старой Шарковщине около 150 жителей, действовали 2 часовни, работали 2 трактира. На 1897 год в Новой Шарковщине было 1038 жителей, 119 домов, 2 молитвенных дома, 23 лавки, аптека, 2 трактира; в Старой Шарковщине — 127 жителей, 16 дворов, лавка, трактир. В начале XX века Старая и Новая Шарковщины соединились в одно поселение.
Во времена Первой мировой войны в феврале 1918 года Шарковщину заняли войска Немецкой империи.

### Новейшая история
25 марта 1918 года согласно Третьей Уставной грамотой Шарковщина провозглашалась частью Белорусской Народной Республики. 1 января 1919 года согласно постановлению 1 съезда КП(б) Беларуси она вошла в состав Белорусской ССР. В 1919 году Шарковщину заняли польские войска. Согласно Рижскому мирному договору 1921 года местечко оказалось в составе межвоенной Польской Республики, где стало центром гмины Дисненского повета Виленского воеводства.
При постройке железной дороги Воропаево — Друя в 1932 году здесь появилась железнодорожная станция. С 1939 г. в составе БССР, 1802 жителя, с 15 января 1940 г. центр Шарковщинского района Вилейской области, с 12 октября 1940 года городской поселок. Во время Великой Отечественной войны с 30 июня 1941 г. до 1 июля 1944 г. Шарковщина была оккупирована немецко-фашистскими захватчиками, которые убили в Шарковщине 865 жителей. С 1944 года в Полоцкой области, с 1954 в Молодечненской, с 20 января 1960 года в составе Витебской области. В 1962-1966 годах в Миорском районе. С 30 июля 1966 года снова центр района.
20 октября 1995 года административные единицы Шарковщинский район и посёлок Шарковщина, имеющие общий административный центр, объединены в одну административную единицу — Шарковщинский район.
В 2024 году за высокие показатели, достигнутые в ходе проведения в 2023 году республиканского смотра санитарного состояния и благоустройства населённых пунктов Республики Беларусь, Шарковщина признана одним из победителей, награждена переходящим вымпелом.

## Население
Численность населения — 5 945 человек (на 1 января 2025 года). Численность населения — 6 107 человек (на 1 января 2023 года).
| Численность населения:                                                                          |
| Графики недоступны из-за технических проблем. См. информацию на Фабрикаторе и на mediawiki.org. |

| Год         | 1959  | 1970  | 1979  | 1989  | 2006  | 2016  | 2018  | 2023  | 2024 | 2025   |
| ----------- | ----- | ----- | ----- | ----- | ----- | ----- | ----- | ----- | ---- | ------ |
| Численность | 2 736 | ▲3858 | ▲5574 | ▲7385 | ▼7374 | ▼6424 | ▼6248 | ▼6107 |      | ▼5 945 |

В 2017 году в Шарковщине родилось 73 и умерло 95 человек. Коэффициент рождаемости — 11,6 на 1000 человек (средний показатель по району — 10, по Витебской области — 9,6, по Республике Беларусь — 10,8), коэффициент смертности — 15,1 на 1000 человек (средний показатель по району — 23,5, по Витебской области — 14,4, по Республике Беларусь — 12,6).

## Застройка

### План
Шарковщина застраивается по генеральным планам, разработанным в 1974 году, преимущественно 1-этажными домами. В центре городка стоят 2-5-этажные жилые здания.

### Улицы и площади
| Официальное название                   | Историческое название               | Бывшие названия                                    |
| 17 Сентября улица (17 Верасьня вуліца) | Дисенская улица (Дзісенская вуліца) | Юзефа Пилсудского улица (Юзэфа Пілсудзкага вуліца) |

В телефонном справочнике 1939 года упоминается Церковная улица.

## Экономика
В поселке работают следующие предприятия:
- ЧУП «Шарковщинский консервно-овощесушильный завод»
- ЧУП «Шарковщинский комбинат кооперативной промышленности»
- Дорожно-строительное управление № 26 Витебского ОАО ДСТ-1
- Дочернее коммунальное унитарное строительное предприятие Шарковщинская ПМК-68
- Шарковщинское ДРСУП № 131 КУП Витебскоблдорстрой
- Шарковщинская племстанция РУП Витебское племпредприятие
- УП мелиоративных систем Шарковщинское ПМС
- Филиал Витебского областного УП по обеспечению топливом Витебскоблтоп

В 2010 году ЧУП «Шарковщинский комбинат кооперативной промышленности» присоединен к Шарковщинскому РайПО и реорганизован в отдел промышленности.
В 2012 году ЧУП «Шарковщинский консервно-овощесушильный завод» присоединен к ЧКТУП «Полоцкая универсальная база».

## Транспорт
Через городской посёлок проходят республиканские автодороги Р3 (Логойск — Глубокое — граница Латвии) и Р18 (граница РФ — Верхнедвинск — Козяны), а также железнодорожная ветка Воропаево — Друя. Есть железнодорожный вокзал и автобусная станция.
Работают транспортные предприятия: Шарковщинский участок филиала АТП-16 ОАО «Витебскоблавтотранс», ОАО «Агротехсервис», автобаза Шарковщинского РайПО.

## Образование
Имеется 4 яслей-детских садов, 2 средних школы, коррекционная школа, центральная и детская библиотеки, центр дневного пребывания пожилых и инвалидов, досуговый центр детей и молодёжи, детская школа искусств, автошкола ДОСААФ.

## Культура
- Дом культуры
- Центр ремёсел

## События и мероприятия
- 2023 год — фестиваль-ярмарка «Дажынкi»

## Достопримечательности
- Православная Успенская церковь (1912) — деревянное здание
- Православная церковь иконы «Всех скорбящих Радость» (конец XIX в.)
- Усадьба Лопатинских (XIX в.), в том числе флигель, парк (фрагменты)
- Усадьба Федоровичей (нач. XX в.), в том числе усадебный дом, парк
- Мельница
- Молельный дом староверов (1911—1927)
- Историческая застройка городка в закопанском стиле
- Костёл Воздвижения Святого Креста (1995)
- Аллея мира и созидания
- Братская могила, ул. Маяковского, сквер —  Историко-культурная ценность Республики Беларусь, шифр 213Д000830

### Памятник, скульптура
- Памятник В. И. Ленину
- Памятник жертвам Шарковщинского гетто
- Памятник-бюст священномученику Константину Жданову
- Обелиск павшим в Великой Отечественной войне советским воинам и партизанам
- Обелиск советским воинам-освободителям
- Памятный знак в честь Р. С. Кудрина (2016)

### Утраченное наследие
- Часовня Святых апостолов Петра и Павла (1826)
- Костел Воздвижения Святого Креста (1907)
- Церковь (1788)
- Церковь (1785)

## СМИ
Издаётся районная газета «Кліч Радзімы», выходят радиовыпуски районных новостей на белорусском языке.

## Известные люди
- Павел Гринчук (род. 1976) — доктор физико-математических наук
- Константин Жданов (1875—1919) — православный священник, святой Белорусской православной церкви
- Герман Кириллов (род. 1937) — белорусский писатель
- Винсент Ключинский (1847—1917) — католический церковный деятель
- Михаил Петровский (1889—1931) — католический священник, служил в Шарковщине в нач. 1920-х
- Мендель Школьникофф[англ.] (1895—1945) — французский бизнесмен